# San Fernando de Camarones
San Fernando de Camarones es una localidad de Palmira, Cienfuegos, Cuba.

## Historia

### De la prehistoria a su fundación
Los primeros grupos poblacionales que se tiene en existencia se remontan hacia finales del siglo XVI, con la colonización de La Jagua por Diego Velázquez, comienza a nuclearse algunos pobladores de procedencia española en los márgenes del río Lajita, afluente del Caonao, Lomas Altas, Caunaíto y Malezas. Su suficiente aluvión, permite que las llanuras que componen este territorio tenga una valiosa fuente hidrográfica y a la vez haga de sus llanuras tierras muy fértiles, dándoles posibilidades al desarrollo agrario. 
En 1714 en dos caballerías de tierra donadas por los Comuneros de la Hacienda Camarones, entre los márgenes del río Caonao y el arroyo Lajita se fundó “San Fernando de Camarones”. 
Se bautizó con ese nombre en honor al Rey de España: Fernando VI, y por estar enclavado en la Hacienda de ese nombre, más la abundancia de esos crustáceo que abundaban en los ríos y arroyos de su territorio. 

### San Fernando de Camarones durante la colonización
En sus inicios, su trazado primitivo contó con una sola calle y alrededor de ella se construyeron las primeras casas alrededor de una elevación donde fue construida la iglesia del territorio. 
A partir del año 1743 el caserío comienza a ganar cierta preponderancia con el resto de los territorios al constituir el paso de Cienfuegos a Santa Clara. Recordemos que en esta fecha no había sido fundada la Villa de Fernandina de Jagua. 
En esta época se establecen las estructuras económicas y se continuó la fabricación de casas por lo que ya se podía hablar de una población social y económicamente activa. En 1774 existía un total de 97 casas, siendo la mayoría de paredes de barro y techos de guano, la población ascendía a 243 habitantes. 
En el año 1800 tenía 35 legua cuadradas. Desde la fecha de su fundación hasta 1830 pertenecía a Santa Clara, y ya en año 1840 por previsión de la Real Audiencia de la Villa de Puerto Príncipe obtiene el Título de Pueblo 
El 1 de agosto de 1870 se estableció en Camarones un Juzgado de Paz. 
En 1876 comenzó la edificación de la nueva iglesia, la anterior había sido destruida por las malas condiciones de su primitiva fabricación y las consecuencias de la guerra. Desde el 1 de enero de 1879 tiene constituido el término municipal. 
Las primeras manifestaciones de lucha estuvieron protagonizadas en las zonas por los negros esclavos ante el trato que recibían. Una vez iniciada la guerra de los Diez Años, numerosos pobladores de Camarones se sumaron a las huestes mambisas al producirse el Alzamiento de las Villas. 
En junio de 1868 José González Guerra llevó a cabo la acción del rescate del patriota Fernando Acosta que permanecía prisionero en San Fernando. Entre sus múltiples acciones se puede recordar la Batalla de Manaquitas, donde el enemigo dejó sobre sus campos 200 cadáveres, además obtuvieron resonantes victorias en Potrerillo, Charco azul, Caonaíto y Lomas Grandes. 
Las guerras por la independencia trajeron como consecuencia la destrucción de varios ingenios existentes, de los existentes en 1855 descendió a 16 en 1884. Ejemplo de ellos fueron los ingenios: La Caridad, La Flora, Palma Sola y Santa Isabel. 
Fueron fusilados muchos camaronense acusados de conspiradores como Antonio Rodríguez del Rey, Marcos Abrus y Félix Macías frente a los muros del cementerio. Junto al último fue fusilado un negro esclavo que se negó a abandonar a su amo. Corrieron la misma suerte: Eugenio Mesa y Esteban Prieto y en las proximidades del pueblo fueron fusilados: Pío Mesa y Bernabé Figueredo. 
Muchos fueron los camaronense que se sumaron a la lucha. Entre ellos: El Dr. Carlos Soler, Jorge Rodríguez, Antonio Machado, Ignacio Suárez, José Solano (conocido como el Capitán Solano) y Lorenzo González, quienes por sus méritos fueron jefes y oficiales de elevado prestigio entre las filas libertadoras. 
Otro grupo numeroso que siguió a estos jefes en la manigua, está conformado por: Fermín Maya, Félix Chacón, Lorenzo Ayo, Rufino Palacio, Tito Muro, Juan Borges Chamizo, Jesús González, Juan Velásquez, Francisco Suárez, y otros.

### San Fernando de Camarones durante la invasión estadounidense
El 24 de enero de 1902 durante la Intervención Norteamericana fue suprimido este municipio y anexado al de Palmira. Ocho años después y siendo Presidente de la República José Miguel Gómez se constituye nuevamente el término municipal de San Fernando de Camarones. 
San Fernando de Camarones estuvo muchos años sin servicio eléctrico, el alumbrado público era basado en faroles, por lo que el 8 de diciembre de 1913, el Administrador de la filial de la Compañía de Electricidad de Cruces, el Señor Julián Fuster Martínez comunica que San Fernando de Camarones debe ser dotado de electricidad y el día 15 del propio mes de diciembre a las 3 de la tarde se hizo la prueba, dos días más tarde el 17 de diciembre sé inauguraba el servicio eléctrico en San Fernando de Camarones. 
El edificio del Ayuntamiento municipal se edificó en el año 1914, y el parque Carrera (Hoy Libertad) en 1915, de forma triangular y con una extensión de 50 metros. Ambas obras se ejecutaron siendo Alcalde, Gumersindo Carrera Carballosa. 
En el año 1920 se construyó la primera cuadra del paseo del Prado, proyectándose ampliarlo tres cuadras más tarde. Este primer tramo se ejecutó en un lugar alto, que terminaba con una escalinata de unos diez escalones, que le daba cierto toque de autenticidad al mismo, la cual fue modificada en los primeros años de la Revolución. 
Entre los año 1925 y 1930, durante el gobierno de Gerardo Machado, se organizó el Primer Partido Comunista de la localidad. A dicha constitución asistieron los dirigentes populares Jesús Menéndez y Felipe Torres. 
Debido a la explotación de las masas se desarrolla el movimiento obrero. Muestra de ello los constituye la “Huelga del Central Hormiguero” a fines del año 1933 por mejoras de salario y la rebaja de la jornada de 8 horas. Hay que destacar la participación del líder de la clase obrera Jesús Menéndez, quien varias veces visitó, no solo a los trabajadores del Central, sino a dirigentes del Partido Socialista de la Localidad. 
En el año 1940, visitó Camarones el líder del Partido del Pueblo Cubano “Ortodoxo”, Eduardo R Chibás donde hizo uso de la palabra en una casa de la calle General Alemán (hoy # 61). 
Durante la Segunda Guerra Mundial existían en la localidad dos Agencias Bancarias. La primera pertenecía al Banco Nacional y la segunda al Banco Federal. Prestaba servicios una guagua tirada por mulos que transportaba pasajeros hasta la estación de ferrocarriles. Contaba con dos médicos, un abogado: Existían 2 acueductos particulares que suministraba agua a un reducido grupo de viviendas. También existían aguadores que cargaban el agua desde el legendario “Pozo del Chivo”, el cual tiene en estos momentos sus aguas contaminadas. 
Existían 3 teléfonos en la localidad conectados a la línea privada del Central Hormiguero y era para uso exclusivo. Los 3 barrios más pobres de la localidad fueron bautizados por el propio pueblo con los nombres de Rincón Caliente, cerca del cementerio y atravesado por la línea férrea Central, Tierra Baja, con una zanja que provocaba inundaciones al primer aguacero y Pico Blanco porque allí las calles terminaban en una loma. 
El término municipal prácticamente se encontraba aislado del resto de los municipios, ya que no contaba con una carretera al Paradero de Camarones, la única salida era a través del tren que daba sus viajes desde Sagua La Grande a Cumanayagua y años después fue clausurado este servicio, hasta el punto de quedar inutilizado este ramal ferroviario. 
La meta más ansiada por los vecinos de San Fernando de Camarones era la construcción de la carretera, varias generaciones hicieron grandes esfuerzos para lograr este objetivo sin conseguirlo. Durante el gobierno de Grau San Martín se llevó al efecto la primera huelga, hasta el punto de declararse a San Fernando “Ciudad Muerta”, debido a que se cerraron todos los establecimientos comerciales, se enviaron cientos de telegramas al gobierno, intervino la Guardia Rural , el presidente informó al atardecer que recibiría a una Comisión de camaronenses, pero todo fue en vano. 
Durante el gobierno de Carlos Prío Socarrás de declara a San Fernando de Camarones “Ciudad Rebelde”. Nuevamente se hizo una huelga, intervino la policía y se envió una comisión a la capital, a su regreso el presidente concedió un crédito de $60. 000 para la obra, hasta que unos meses después, en el año 1949, fue inaugurada esta carretera que se logró por la titánica lucha librada por los hijos de este pueblo. 
Otro visitante que tuvo este pueblo fue el sanguinario dictador que tanto luto ocasionó el pueblo de Cuba, Fulgencio Batista, el cual habló desde el portal de una casa ubicada en la calle General Alemán (hoy # 46). 
El “Movimiento 26 de Julio”, se constituye en la localidad en la urna en Homenaje a la Virgen de la Caridad del Cobre, construida en la calle Carlos Soler esquina Ramón Balboa, en el antiguo barrio de “Pico Blanco”, en el año 1950, cuando un grupo de vecinos acostumbraban conversar y sentarse en unas piedras que allí existieron. Luego construyeron un banco, hasta que más tarde y por iniciativa de algunos vecinos se dieron a la tarea de construir la urna. 
Dionisio Borges, talló en madera la imagen de la Virgen. Posteriormente el señor Virgilio Hernández donó un crucifijo que también se encuentra en ese lugar y se construyó una escalinata donde a diario se sientan los vecinos y algún que otro transeúnte. En esa escalera se reunieron un grupo de revolucionarios para dejar constituido el “Movimiento 26 de Julio”, de la localidad. 
Muchos fueron los hijos de este pueblo que partieron hacia las montañas para unirse a las tropas rebeldes. Entre estos se puede mencionar a: José Carrera Viera, Rafael García Herrera, Conrado Álvarez León, Juan Carrera Viera, Emilio Herrera Guada, Ismael Rodríguez, Andrés Vega Armas, José R. Herrera Medina, Mario Roche, José Miguel Zayas, etcétera. 
El 23 de diciembre de 1958, aproximadamente a las 6:00 P. m., se produce la entrada de las primeras tropas rebeldes al mando de Oscar González Abrahantes, los que improvisaron un mitin en el parque y se produce un incendio del edificio que albergaba el Ayuntamiento municipal y la Jefatura de la Policía. En horas de la madrugada llegaron por distintas vías las tropas del Segundo Frente del Escambray al mando del Comandante William Morgan (posteriormente fusilado por traidor a la Revolución).

### San Fernando de Camarones luego del triunfo revolucionario
A partir del 1 de enero de 1959, con el triunfo de la Revolución, una nueva etapa comienza en la historia de San Fernando de Camarones con la efervescencia revolucionaria que siempre ha caracterizado a los hijos de este pueblo. 
Un año después del triunfo revolucionario, al comenzar a proliferar en diferentes partes de la Isla las Bandas Contrarrevolucionarias, numerosos camaronense combatieron en el Escambray, tales como: Alejandro Hurtado Carballosa, Salvador Carrera Viera, Rolando Pérez, José Solano Haro, Manuel Medina Marín, Leonel Velásquez Carrazana, Israel González Gil, Pedro A. Padilla Fernández, Pedro Álvarez Caballero, Andrés Álvarez Caballero y muchos más. 
En nuestra localidad, con el triunfo revolucionario, comienza la nueva restauración de calles y numeración de las casas, cambiando el nombre de la mayoría. Se construyeron los edificios de la Reforma Urbana. El 22 de diciembre de 1960, se hizo realidad una de las mayores aspiraciones de los vecinos del Caserío de Manaquita al inaugurarse el servicio electrónico en esa zona así como los residentes en Jurisdicción. 
En la batalla de Playa Girón combatieron frente a las tropas mercenarias: Antonio Hernadez Rodríguez, Alejandro Hurtado Carballosa, Juan Carrera Viera, José Ramón Herrera Medina. 
En 1961 en San Fernando de Camarones comienza a funcionar la primera Policía Nacional Revolucionaria, como jefe fue designado Juan Lois Calcines. A mediado de 1961 se constituyó la JUCEI municipal , ocupando la Presidencia el compañero Manuel Medina Masía, a partir de ahí comienza la constitución de una serie de organizaciones como: CDR, FMC, AJR, ANAP, UPC. En este mismo año se instaló en los márgenes del Río Caunao una estación de Afaro con la finalidad de medir el potencial hidráulico del mencionado río, para futuro proyecto de construcción de presa, a la vez sirve para fuente de información en casos de posibles inundaciones. 
Las obras del Acueducto y alcantarillado comenzaron en el año 1965, siendo inaugurado el Acueducto el 13 de marzo de 1967. El 6 de agosto de 1971, comenzó a prestar servicio al público el Restauran “El Pavito” se le puso ese nombre por estar especializado en la confección de platos con carne de Pavo que se criaban en esa época en la Granja Avícola de la localidad, a partir del año 1983 comenzó a llamarse Restauran 1714 en honor a la fundación de Camarones. El 25 de octubre de 1974 fue inaugurada la primera Terminal de Ómnibus, de la localidad, en la calle Carlos Soler frente al parque infantil. 
La ley #1304 sobre la nueva división político-administrativa del 3 de julio de 1976, deja sin efecto la Ley del Congreso de la República del 5 de julio de 1910, que había constituido el término municipal de San Fernando de Camarones, por lo cual parte de su territorio pasa, a partir de esta fecha, a formar parte del Municipio de Palmira. En el año 1976 el local que ocupa el Partido Comunista de Cuba es habilitado para una Funeraria. Se construyeron otras obras como fueron la plaza de Actos, ampliación del Tejar, entre otras. 
El 27 de diciembre de 1978 abierto al público la biblioteca antiguo local de Sociedad Casino Español. La sala Museo en la década del 80, en el 1979 la librería Ciro Águila. El 29 de julio de 1983 se inaugura la Base de Campismo en los márgenes del río Caonao; que tenía varias atracciones como varias cabañas y un puente colgante. 
Por acuerdo del Comité Ejecutivo del poder popular municipal se aprobó la celebración del “Día del Camaronense” los días 22 y 23 de diciembre en conmemoración de la liberación de Camarones por el Ejército Rebelde. 
El 8 de marzo de 1988 se inaugura el Centro Telefónico de la localidad. El 12 de julio de 1988, se constituyó el Consejo Popular de Camarones el primero en la provincia de Cienfuegos a la 9:00 PM. En este mismo año, el 1 de junio de 1988, grandes inundaciones afectaron esta localidad producto de una Depresión Tropical, lo que causó grandes daños tales como la destrucción de la Base de Campismo, la que no fue construida nuevamente, destrucción total de 3 puentes, 2 en periféricos del pueblo y el de Vaquería. 
Después de constituirse el Consejo Popular San Fdo de Camarones, ha habido grandes logros para beneficios de todos de la localidad como son: 
1. Construcción de una Guarapera, que no existe en estos momentos
2. Remodelación de la Piragua
3. Creación de un coto pecuario de gastronomía
4. La pizzeria (no existe en la actualidad)
5. Una bodega en la zona Marsillán
6. Un combinado alimenticio
7. La remodelación del estadio.
8. El centro de venta de Materiales de Construcción
9. Los consultorios médicos de la familia
10. Creación de la brigada de mantenimiento a la vivienda
11. La reubicación de la sala museo
12. La sucursal de la empresa Eléctrica, el Registro Pecuario, la oficina de Trámites
13. La Farmacia Veterinaria , los trámites del Carné de Identidad
14. Ampliación del Tejar, el local del INDER, el cual está en malas condiciones.
15. La electrificación de la zona rural de Ojo de Agua
16. Casa - Hogar Materno.
17. Sala de Rehabilitación.
18. Comedor en la Escuela Secundaria Básica.
19. Sala de Video.
20. Panadería Especial.
21. Tienda de Recaudación de Divisa.

## Geografía
San Fernando de Camarones es un pueblo urbano de segundo orden, perteneciente al municipio de Palmira, provincia de Cienfuegos. 
Se encuentra situado entre los 22°14′40″ de latitud norte y los 80°17′50″ de longitud oeste, en la Llanura de Cienfuegos, a 35 m de altitud, en la carretera que lo comunica con el Paradero de Camarones y a 12 km, al este, de su cabecera municipal. 
Este Consejo Popular se encuentra dividido en 15 circunscripciones, de estas 6 son asentamientos rurales. La zona urbana posee una extensión superficial de 1,03 km², ocupando dentro de las ciudades y pueblos más importantes del país el lugar 26.
En San Fernando de Camarones se fundó la Iglesia Bautista el 29 de octubre de 1970.

## Clima
Sus proximidades a la Sierra del Escambray influyen considerablemente en sus condiciones climáticas. El clima en San Fernando de Camarones en invierno posee una temperatura promedio de 12 °C y de 30 a 35 °C en verano, siendo su temperatura media anual de 25,2 °C y sus precipitaciones medias anuales de 1300 mm. 

## Hidrografía
La Localidad se encuentra rodeada de 2 afluentes naturales: el río Caonao y el arroyo Lajitas, llamado en este tramo Camarones, aunque en sus proximidades también se encuentra la presa La Victoria.
El río Caonao nace en las Alturas de Santa Clara, en una localidad llamada Biajaca, al noroeste del pueblo de Mataguá, en los 22°16′ de latitud norte y a los 80°1′ de longitud oeste, a 300 m de altitud. Este río corre en dirección este- suroeste, atravesando una planicie ondulada, con 10 afluentes, hasta desembocar en la bahía de Cienfuegos. El área de su cuenca es de 591 km² y, actualmente, no es navegable, debido a todos los desperdicios y sedimentos que han traído consigo el deterioro de sus márgenes. 
El principal agente contaminante del arroyo Camarones está dado por el vertimiento de aguas albañales de las casas ubicadas a su alrededor.
Por otra parte, existe en los márgenes del río la Planta Potabilizadora de San Fernando de Camarones. Esta planta está declarada a nivel nacional eficiente. Cerca de esta Planta existe la presencia de un árbol frondoso de gran cantidad de garzas, las cuales afectan a la contaminación, y aunque se han hecho grandes cambios tecnológicos en el proceso de purificación y reciclaje del agua que consume la población aún contaminan el medio ambiente. 
Otro de los principales agentes contaminantes de este río lo constituyen las aguas albañales, ya que el 96,8% de la población del casco urbano, que presenta red de alcantarillados, envía sus residuos al río. Aunque hace alrededor de 4 años se comenzó una obra importante para los residuales de la localidad: la Laguna de Oxidación, con un costo de más de medio millón de pesos, lo cual evita, en gran medida, la contaminación del agua del río Caonao. Esta obra está siendo construida por la ECOA 37 de la Dirección provincial de la Construcción.

## Relieve
El relieve de San Fernando de Camarones es semimontañoso por estar en las proximidades del sistema montañoso de Guamuhaya, su vegetación es tropical al igual que su clima. El terreno es relativamente cálcico, con una gran porción de abrigos rocosos y extensiones de terrenos cálcicos. Ejemplo: Santa Isabel, Ojo de agua, Loma de Zacaría, Vaquería, que son zonas cálcicas al 100%. 
Uno de los principales problemas ambientales de los suelos y que inciden en el resto de los recursos naturales es en el Vertedero de la Localidad, que se encuentra a la entrada del Consejo Popular. Debido a la situación que presenta el terreno de acumulación de los desechos sólidos del mismo y la incidencia negativa que tiene en la contaminación del medio ambiente y el cuidado de la flora y la fauna está previsto en las inversiones del 2006 la construcción de un vertedero ecológico, aquí inciden todos los organismos de la Dirección de Arquitectura.

## Actividades económicas fundamentales
Las principales actividades económicas de la Localidad son: el cultivo de la caña de azúcar, el cual se ha visto en descenso desde la desaparición del CAI: Espartaco, la avicultura, la cría de aves de corral y ganado vacuno, la fabricación de tejas, ladrillos y marquetería. 

## Demografía
La población de San Fernando de Camarones es de: 6408 de habitantes. Posee una tasa de natalidad de 17,6. La Mortalidad Infantil es cero. Posee, además un índice de Prematuridad de 3. 
Actualmente está actualizada la población por grupo de edades: 
Menores de 1 año - 41 
1 a 4 -272 
5 a 9 -385 
10 a 11 -177 
12 a 14 -295 
15 a 19 -475 
20 a 24 - 327 
25 a 49 -2455 
50 a 59 -752 
60 a 64 -338 
65 a 69 -288 
70 a 74 -203 
75 y más -400 

## Tradiciones culturales
Las primeras manifestaciones religiosas- culturales en esta zona se encuentran relacionadas con los ritos de las religiones de los negros esclavos. 
Al iniciarse la conquista de Cuba por los españoles, mientras que se construían pueblos a lo largo del país se les nombraba un Santo Patrón. La ermita o templo de la localidad se construyó en el lugar más elevado y la patrona escogida fue Nuestra Señora de la Candelaria, cuya festividad se realiza el 2 de febrero. 
En sus inicios esta fiesta contaba con varios días, luego con el transcurso del tiempo fueron eliminadas, de forma total, hasta la actualidad en que se celebra el día 2 de febrero, en horas de la noche, la procesión de la Virgen de la Candelaria, por los feligreses de la Localidad. 
Una de las figuras culturales más importantes de la localidad fue Francisco Otero, miembro de la UNEAC y poeta repentista. Es una de las tradiciones actuales del pueblo su fiesta. 
Aparte de las celebraciones nacionales, otra celebración importante en este pueblo es el “Día del Camaronense Ausente” los días 22 y 23 de diciembre en conmemoración a la liberación de San Fernando de Camarones por el Ejército Rebelde y el evento "Jorge Villazón", en memoria de este artista de la TV Cubana y natural de San Fernando de Camarones, el que se desarrolla del 22 al 30 de marzo con la participación de diferentes artistas en el ámbito nacional e internacional de nuestro país. Este evento es patrocinado por Enrique Molina.

## Curiosidades

### Vagabundo: “El perro Funerario”
Hace algunos años, cerca de la década de los 90 del siglo pasado, había en San Fernando de Camarones un perro con extrañas costumbres al que le pusieron por nombre “Vagabundo”. 
Era un perro de tamaño mediano, color blanco y con grandes manchas amarillas y raza común. 
Pero este perro poseía una clara inteligencia y nobles sentimientos, al extremo de permanecer el día y la noche en la Funeraria, siempre y cuando había un fallecido. 
Si los acompañantes del difunto eran poco se echaba debajo del féretro, en caso contrario se tendía en el portal hasta que saliera el cortejo fúnebre. 
Cuando comenzaba la peregrinación hasta el cementerio se situaba delante del carro fúnebre e iba abriendo paso a la multitud hasta su entrada al “Campo Santo”. Luego de enterrar al difunto se situaba encima del lugar donde estaba sepultado y hacía su despedida de duelo.
Este canino era respetado y querido por todos, de tal manera que las personas de la zona le daban comida para alimentarlo.

### Visita del poeta Gabriel de la Concepción Valdés.
El poeta Gabriel de la Concepción Valdés, el 30 de enero de 1844 fue acusado de ser uno de los supuestos jefes de la conspiración que luego fuera denominada "De la Escalera". En un proceso amañado, carente de garantías, fue sentenciado a morir fusilado por la espalda, junto con otros diez acusados. 
Se dice que el “El Sport” o “La Taberna de Juan Blanco”, en San Fernando de Camarones, pernoctó el poeta Gabriel de la Concepción Valdés, “Plácido”, el 31 de marzo de 1843, en su viaje de Santa Clara a Trinidad.
- Datos: Q5655163